# Pont de la Casa
El Pont de la Casa és un pont de carretera del terme municipal de Conca de Dalt, al Pallars Jussà, a l'antic terme de Claverol, en territori del poble de Sant Martí de Canals.
Aquest pont, modern i sense interès constructiu, serveix perquè la Carretera de Pessonada salvi el barranc de Miret. És a llevant de Sant Martí de Canals i a ponent de Martinatx.